# Le Système périodique
Le Système périodique (italien : il Sistema periodico) est un recueil d'histoires courtes de Primo Levi, publié en 1975.
À la veille de sa retraite du monde de la chimie afin de se consacrer à sa carrière d'écrivain, Primo Levi revient, à travers 21 chapitres portant chacun le nom d'un élément chimique, sur cette science sous le signe de laquelle il a placé sa vie et tenté de trouver une réponse aux questions de l'univers, en se confrontant directement à la matière, amicale, indifférente ou hostile. La chimie a, en retour influencé son écriture, en y introduisant l'analyse et la description objective, le besoin d'élucider les sources des problèmes afin de les résoudre et la remise en question permanente des acquis.
Malgré la référence au tableau périodique de Mendeleïev, le Système périodique n'est pas tant un livre de chimie que d'un chimiste, Juif italien du Piémont, combattant anti-fasciste, déporté puis témoin et écrivain, racontant « sa » chimie. Primo Levi joue avec les éléments, qui peuvent être cités au sens propre lorsqu'ils interviennent directement dans le récit de la nouvelle, ou figuré voire étymologique.
Les histoires couvrent la vie de l'auteur, de sa naissance à la rédaction du livre, en s'arrêtant sur les moments essentiels ou formateurs : les origines, la vocation, les années de formation, la montée du fascisme et des lois raciales, la vie en clandestinité, l'arrestation de Primo Levi, l'expérience concentrationnaire, la réadaptation à la vie, la confrontation avec d'anciens acteurs du passé et des expériences professionnelles, le tout sous le prisme de la chimie ; la plupart des histoires sont vécues, quelques-unes sont des fictions de l'auteur et signalées comme telles. Chacune des histoires a le nom d'un élément qui lui est associé d'une façon ou d'une autre.
Le livre a été intronisé best science book ever par la Royal Institution d'Angleterre en 2006.

## Argon
L'argon (« inactif » en grec) symbolise pour l'auteur ses ancêtres, ces Juifs du Piémont qui, depuis leur lointaine origine espagnole et provençale, furent portés à la contemplation et à la tranquillité plutôt qu'à l'action.
Personnages pittoresques qui, bien que fiers et conscients de leurs origines, transgressent souvent les ordonnances de la loi mosaïque après maintes contorsions, ces barba (oncles) et magna (tantes) laissent à la postérité de nombreuses citations et anecdotes transmises dans une langue hybride qu'ils inventent, mélange de piémontais et d'hébreu qui n'est pas sans rappeler le yiddish, et dont certains mots sont passés dans le dialecte italien local.

## Hydrogène
L'auteur se souvient de ses premières expériences, menées clandestinement avec un ami dans un laboratoire en l'absence de son propriétaire.
Fascinés par les instruments qu’ils y trouvent mais peu au fait sur la façon de les utiliser, les adolescents choisissent finalement de réaliser l'expérience relativement simple de l'électrolyse de l'eau. Mis au défi d'en vérifier les résultats, l'auteur approche une allumette de la cathode, où doit se trouver l'hydrogène. Celui-ci détone à hauteur de sa poitrine, le laissant avec un mélange de peur et de fierté rétrospective.

## Zinc
Au terme d'une sélection rigoureuse qui a réduit de quatre-vingts à vingt le nombre de postulants à l'étude de chimie, l'auteur doit synthétiser dans le laboratoire de travaux pratiques du sulfate de zinc.
La synthèse du produit lui apparaît comme d’autant plus importante que la réaction ne peut se produire qu'en présence d'une infime quantité d'impuretés ; or lui-même a été récemment défini par la propagande fasciste comme une tache au sein de la race italienne pure. Ce sont ces déclarations qui lui font pleinement prendre conscience de sa judéité, en même temps qu'une certaine fierté de l'être. Plongé dans ces méditations, il observe l'une de ses collègues, non-juive et peu portée à ces réflexions. Après avoir néanmoins tenté de lui en faire part, il la raccompagne tandis que son expérience échoue lamentablement.

## Fer
Une année plus tard, alors que les lois fascistes se renforcent, l'auteur doit analyser la teneur en éléments chimiques dans une préparation manufacturée. L'un de ses collègues et bientôt ami, Sandro Delmastro, y décèle la présence de fer.
C'est ce même Sandro qui initie l'auteur à la randonnée de montagne dans les Alpes, regorgeant elles aussi de fer, mais à l'état naturel. Il en ressort riche d'expériences qui lui inspireront d’autres nouvelles dont La Peau de l’Ours. Quant à Sandro, cet ami extraordinaire, il est abattu par les fascistes en 1944.

## Potassium
À mesure que l'auteur se retrouve isolé par les lois raciales, collègues et promoteurs potentiels se détournent de lui. Cependant, l'assistant en physique l'engage pour l'assister dans ses expériences en purifiant les métaux.
Les temps sont à la pénurie, même à l'institut de chimie relativement épargné par les restrictions. Ne trouvant pas de sodium, l'auteur décide d'utiliser son « presque jumeau », le potassium, afin de mener à bien son expérience. Il en résulte une explosion inattendue.

## Nickel
Malgré un diplôme obtenu avec les félicitations du jury, le dottor Levi végète, du fait d'une autre mention, « de race juive ». Il est cependant contacté par un ami de son ancien appariteur qui lui demande avec toute la prudence et la distance requises lorsqu’on contourne les lois raciales, de mesurer le taux de nickel dans les résidus d'une mine d'amiante, et d'en optimiser l'extraction, en vue d'une éventuelle exploitation industrielle.
L’auteur, doublement isolé par la situation géographique de la mine et par sa condition de Juif, écrit deux nouvelles pour tromper l’ennui et éviter de penser aux progrès du front allemand, à l'attaque de Pearl Harbor par leurs alliés nippons et à la très faible teneur en nickel de la mine.
Il finit par élaborer une hypothèse et un procédé d’extraction apparemment prometteurs, oubliant tout à sa joie que le nickel extrait serait acheminé en Allemagne. De surcroît, il ignore qu'un minerai de nickel vient d'être mis au jour dans l'Albanie fraîchement conquise par les forces de l'Axe. Enfin, son hypothèse repose sur des fondements en grande partie faussés avec ce que cela comporte de désillusions.
Il en restera néanmoins la rumeur d'un trésor contenu dans la terre et les deux nouvelles qui, après avoir connu bien des aléas dont la guerre ne fut pas le moindre, sont insérées à la suite de ce récit « comme le rêve d'évasion d'un prisonnier ».

## Plomb
Rodmund, descendant d'une longue lignée de chercheurs et travailleurs du plomb d'origine germanique, s'en va de par le monde en chercher lorsque le filon familial déniché par son ancêtre Rodmund-les-dents-bleues est épuisé.
Traversant l'Italie, il arrive à Icnusa, où il trouve un filon. Présentant déjà les signes d'intoxication par le plomb, il fonde un foyer et un village, se sachant condamné à brève échéance comme ses ancêtres.

## Mercure
Isolés sur l'île Désolation qui porte bien son nom, un caporal et sa femme n'entrent que périodiquement en contact avec un baleinier, leur seul lien avec le monde extérieur. Ils sont d'autant plus surpris de voir arriver sur leur île deux Hollandais et deux Italiens.
Un des Hollandais se révèle être un alchimiste en fuite après avoir échoué de changer en or les sables des dunes de Hollande. Il ne tarde pas à séduire la femme du caporal, déjà passablement ébranlée par sa vie solitaire. À la suite d'une éruption volcanique, tous se retrouvent dans la grotte de l'île dont les parois dégouttent de mercure. Ils entreposent et revendent le minerai, faisant venir des femmes sur l'île avec l'argent qu'ils en retirent.

## Phosphore
Comme il apparaît que le projet d'extraction du nickel n'a aucune chance d'aboutir, l'auteur tente sa chance à Milan où le commendatore d'une firme suisse (donc non soumise aux lois raciales) l'a mandé sur recommandation d'une ancienne condisciple, Giulia.
Prié de tester les effets de l'injection de phosphore d'origine végétale sur le diabète, l’auteur comprend rapidement que l'hypothèse de travail, selon laquelle le diabète résulterait d'un trouble de phosphorylation du glucose, relève moins de la science que de la fiction. De fait, il s’agit des élucubrations d'un savant illuminé du Troisième Reich qui expose ses théories comme autant de révélations reçues « sur le Sinaï, ou mieux dans les tréfonds du Valhalla ». Il apparaît aussi que l’auteur, de nature consciencieuse, est le seul à s'en soucier tandis que les employés en tirent parti et ne donnent qu'une apparence de travail.
L'auteur prend également la mesure de la profondeur de ces lois raciales, qui le séparent de manière étanche de son aguichante collègue, cette femme non juive qu'il mène à son fiancé en l'écoutant interminablement.
Lorsqu’ils se reverront, après la guerre, ils évoqueront cet accident de l'histoire qui les a menés « sur des voies qui n'étaient pas les nôtres ».

## Or
Giulia ayant quitté le laboratoire, l'auteur se retrouve isolé à Milan en compagnie d'autres intellectuels juifs. Ils tuent le temps en composant des poèmes jusqu'au jour du renversement de Mussolini, rapidement suivi de sa restauration après l'occupation de l'Italie.
Les combattants anti-fascistes sortent de l'ombre à ce moment, polarisant la jeunesse et lui montrant la voie de la lutte active. L'auteur adhère à un groupe de partisans enthousiastes mais inexpérimentés. Ils sont rapidement infiltrés par un agent des forces fascistes qui les encourage à manœuvrer à balles réelles (afin de diminuer leurs munitions). Lors des préparatifs à de telles manœuvres, l’individu disparaît pour mieux reparaître à la tête de la milice fasciste qui effectue une rafle dans la région. Surpris avec quelques compagnons dans leur sommeil, l'auteur a tout juste la présence d'esprit d'avaler des documents compromettants, n'utilisant même pas son révolver à manche de nacre.
Emprisonnés, isolés les uns des autres, les compagnons subissent interrogatoire sur interrogatoire. Ceux-ci sont initialement assez bénins car Fossolo, commandant de la garnison et ancien combattant, ne peut admettre qu'un universitaire, docteur en chimie, puisse être subversif. En revanche, lors des séances menées par le traître, l'auteur est amené à reconnaître sa condition de Juif.
Attendant son transfert dans un camp où il est censé « rester jusqu'à la victoire finale (des forces de l'Axe) », l'auteur partage la cellule d'un contrebandier qui se livre occasionnellement à la prospection d'or dans la Dora. Il envie ce personnage, se doutant que lui sera probablement rapidement remis en liberté.

## Cérium
Déporté à Auschwitz-Monowitz ainsi qu’il l’a raconté ailleurs, l'auteur a la relative bonne fortune d'être désigné comme assistant dans le laboratoire de chimie de l'usine attenante au camp.
Après de vaines tentatives pour améliorer son ordinaire, en ingérant par exemple des acides gras obtenus par synthèse, il dérobe des tubes qui —  chose inhabituelle au vu de la minutie allemande et de leur amour des étiquettes — ne sont pas marqués. Ils contiennent des pierres résistant à la section et produisant des étincelles à la friction, donc du ferrocérium, utilisé pour les chalumeaux du chantier. À l'aide de son ami Alberto, l'auteur convertit ces barres en pierres à briquet, malgré les risques encourus s'ils venaient à être pris, sans compter les dangers inhérents au travail du cérium.
Les pierres obtenues sont échangées contre du pain, ce qui permet à l'auteur de survivre jusqu'à la libération. Alberto, en revanche, est mort au cours de la marche d'évacuation du camp.

## Chrome
Au cours d'un repas où l'on discute de ces gestes inutiles devenus consacrés par l'habitude, l'un des commensaux évoque l'usage en cours dans une certaine « usine au bord du lac » d'ajouter du chlorure d'ammonium, agent corrodant par excellence, dans des peintures antirouille aux chromates.
L'auteur est alors replongé dans ses souvenirs lorsqu'il travaillait dans cette usine, en 1946. Déporté traumatisé rentré au pays il y a peu, il est hanté par son expérience concentrationnaire et passe son temps à écrire des « poésies pleines de sang », même lors de son travail dans cette usine où il a été reçu par compassion plutôt que par reconnaissance de ses capacités. Afin de le sortir de son désœuvrement, le directeur lui demande d'élucider le mystère de nombreux lots de peintures hépatisées et, si possible, de renverser le processus. Fouillant les archives, anciens bons de commande et modus operandi de l'usine, l'auteur s'aperçoit qu'une erreur d'écriture a provoqué une conséquente erreur de mesure de la basicité des chromates utilisés pour la fabrication des peintures. Il préconise alors l'adjonction de chlorure d'ammonium, dorénavant introduit systématiquement comme agent anti-hépatisation, même lorsque les chromates utilisés pour la peinture auront la basicité adéquate.

## Soufre
Lanza, manœuvre de nuit, doit surveiller la fusion d'un composé nécessitant du soufre. Une erreur se produit au cours de sa somnolence, dont il se garde de parler à son collègue du matin.

## Titane
Une petite fille est fascinée par la peinture blanche, contenant du titane, qu'étend le « magicien » Felice sur les murs et les meubles.

## Arsenic
L'auteur est consulté à titre d'expert par un vieux monsieur tranquille qui lui remet un échantillon de sucre pour analyse. Il y détecte rapidement la présence d'arsenic et s'interroge sur la raison de la présence de ce composé, le monsieur n'ayant l'air ni d'un empoisonneur ni d'une personne qu'on voudrait empoisonner. Il se révèle être le cordonnier du village en proie à la jalousie d'un jeune concurrent qui lui a fait remettre le lot de sucre incriminé.

## Azote
L'auteur, appelé à titre d'expert par une fabrique de cosmétiques, se voit proposer une offre intéressante s'il parvient à produire de l'alloxane en quantité industrielle.
Après de laborieuses recherches, il trouve une méthode apparemment facile et économique, par oxydation de l'acide urique. Parti en « voyage d'affaires » avec sa jeune épouse, il se rend à vélo dans les fermes alentour pour recueillir manuellement, et au prix fort, de la fiente de poule. Cependant, bien qu'elle contienne 50 % d'acide urique, la terre à laquelle la fiente est mélangée la rend inutilisable.
Nullement découragé, l'auteur se présente à un vivarium de serpents dont les excrétions sont composées à 90 % d'acide urique. Cependant, faute de recommandations, il est éconduit et ses piteux résultats avec la fiente de poule le découragent de pratiquer plus avant la chimie organique.

## Étain
L'auteur a quitté l'usine pour s'établir à son compte avec un associé, Emilio. Ils gagnent leur vie en fournissant du chlorure stanneux à des miroitiers.
Installés dans la maison des parents d'Emilio, ils jouissent de la tolérance de ceux-ci envers leur fils avec lequel ils partagent le goût pour l'initiative et la découverte, parfois au mépris de certaines convenances. Cependant, l'acide chlorhydrique, nécessaire à l'attaque de l'étain par le chlore, emplit les pièces, étouffe l'ambiance, tant et si bien que l'auteur décide un jour d'en être pour ses frais et de retourner travailler dans une entreprise.
Le démontage du laboratoire, qui occupe une bonne partie de la maison, permet d'exhumer des trésors, dont un chargeur de mitrailleuse Baretta et un édit inquisitorial contre les Juifs. Lors du transport de la hotte d'aspiration pour laquelle un palan a été commandé, le câble cède et la hotte se fracasse au terme d'une chute de plusieurs étages.

## Uranium
Envoyé en mission de service d'aide aux clients, l'auteur est accueilli par un interlocuteur volubile. Après avoir pris connaissance de son nom, l'homme reconnaît l'écrivain et lui narre ses propres exploits de la fin de la guerre. Il prétend notamment que des pilotes nazis lui auraient remis un bloc d'uranium en remerciement pour leur avoir indiqué le chemin de la Suisse.
Le lendemain, l'auteur, dubitatif, reçoit un bloc de métal emballé. Sentant remonter ses instincts oubliés d'analyste, il parvient à établir que le bloc n'est pas de l'uranium mais du cadmium, et reste songeur quant aux capacités de conteur de son client.

## Argent
Au cours d'un dîner d'anciens étudiants célébrant leurs « noces d'argent avec la chimie », l'auteur recueille l'expérience d'un ancien collègue, spécialisé en photographie.
Celui-ci est, au sortir de la guerre, employé dans une firme de films photographiques. Plusieurs de ces lots à usage médical ont été renvoyés à la firme en raison de la présence de « haricots » apparaissant sur les films à rebours. Le mystère semble de prime abord insoluble, avant qu'on ne remarque que le défaut se reproduit à intervalles réguliers, à raison d'un lot sur six. Après avoir tenté plusieurs hypothèses, le chimiste comprend que le problème est le fait d'un déversement de produits de tannage, riche en polyphénols, dans la rivière où les tenues du laboratoire sont lessivées.

## Vanadium
Aux prises avec une résine de peinture présentant un défaut et produite par une firme allemande issue du démembrement de l'IG Farben, l'auteur a la surprise, en recevant la réponse de la firme, de reconnaître le nom de son interlocuteur, le docteur Müller. Le nom est certes courant, mais ce Dr Müller fait par ailleurs une erreur d'épellation caractéristique, écrivant « napténate » au lieu de « naphténate » de vanadium (lequel, ajouté en doses minimes, aurait résolu le défaut de la résine dans les laboratoires allemands). Or l'auteur a le souvenir d'un Dr Müller faisant la même erreur de prononciation et supervisant les laboratoires de la Buna alors qu'ils étaient bombardés par les Alliés.
L'auteur, voulant en avoir le cœur net, fait parvenir la traduction allemande de Se questo è un uomo à son collègue allemand. Celui-ci confirme alors les soupçons de l'auteur et une correspondance s'établit entre les deux hommes, non sans un certain malaise mutuel. En effet, Müller n'est pas « l'antagoniste parfait » : il a demandé que le Häftling (« détenu ») qu'était l'auteur en ce temps soit régulièrement rasé, lui restituant de la sorte une certaine mesure de dignité, bien qu'il ne puisse s'être agi que d'une gêne devant le manque de tenue d'un détenu malgré tout chimiste. De son côté, l'Allemand n'est ni un chrétien en recherche de pardon ni un nazi arrogant mais un homme désarmé qui, après avoir fermé les yeux comme de nombreux Allemands en ce temps, se retrouve aux prises avec un passé qui ne lui convient pas et tente de s'en construire un plus « accommodant », dans lequel la Buna aurait été installée pour protéger les Juifs.
Müller semble rechercher le pardon de celui qui est à présent son partenaire en affaires, se montrant fort conciliant sur le plan professionnel, et émet aussi le souhait de le revoir. L'auteur, réticent voire effrayé à cette perspective, ne donne aucune suite à ce souhait, et commence la rédaction d'une lettre qu'il n'enverra pas (mais il en inclura des éléments dans l'édition scolaire de Si c'est un homme), car le soir même Müller lui propose par téléphone de le rencontrer à l'occasion d'un voyage en Italie, ce que Levi, pris au dépourvu accepte; il apprendra 8 jours plus tard la mort inopinée du docteur Lothar Müller, à 60 ans.

## Carbone
L'histoire d'un atome de carbone constitue le point d'orgue tant de cet ouvrage que du vieux projet d'un chimiste tenté par l'écriture.
Réalisé sous une forme moins ambitieuse qu'initialement prévu (Primo Levi souhaitait, aux dires de son compagnon de déportation Jean Samuel, y consacrer tout un roman), le récit relate le devenir d'un atome de carbone, principal composant de la vie et sujet de la thèse de l'auteur (qui portait sur l'asymétrie de Walden). Présent depuis les origines et éternellement, il finit sa course en intervenant dans le processus de création littéraire, clôturant le livre, par « ce point. »